# Ruillé-Froid-Fonds
Ruillé-Froid-Fonds ist eine französische Gemeinde mit 575 Einwohnern (Stand: 1. Januar 2022) im Département Mayenne in der Region Pays de la Loire in Frankreich. Einwohner der Gemeinde werden Ruilléens genannt. Die Gemeinde gehört zum Arrondissement Château-Gontier und zum Kanton Meslay-du-Maine.

## Geographie
Ruillé-Froid-Fonds liegt etwa 20 Kilometer südöstlich von Laval am Flüsschen Pont Manceau. Umgeben wird Ruillé-Froid-Fonds von den Nachbargemeinden Villiers-Charlemagne im Westen und Norden, Le Bignon-du-Maine im Norden, Saint-Charles-la-Forêt im Norden und Osten, Gennes-Longuefuye mit Longuefuye im Osten und Süden sowie Fromentières im Süden und Südwesten.

## Einwohnerentwicklung
| Jahr                       | 1962 | 1968 | 1975 | 1982 | 1990 | 1999 | 2006 | 2019 |
| Einwohner                  | 581  | 558  | 487  | 442  | 398  | 436  | 492  | 566  |
| Quellen: Cassini und INSEE |      |      |      |      |      |      |      |      |

## Sehenswürdigkeiten
- Kirche Saint-Gervais-et-Saint-Protais in Ruillé aus dem 12. Jahrhundert, Monument historique
- Kirche Notre-Dame-de-l'Assomption in Froid-Fonds aus dem 12. Jahrhundert, Monument historique
- Schloss und Park von Le Puy mit Kapelle, seit 1984/1988 Monument historique
- Schloss Mauvinet

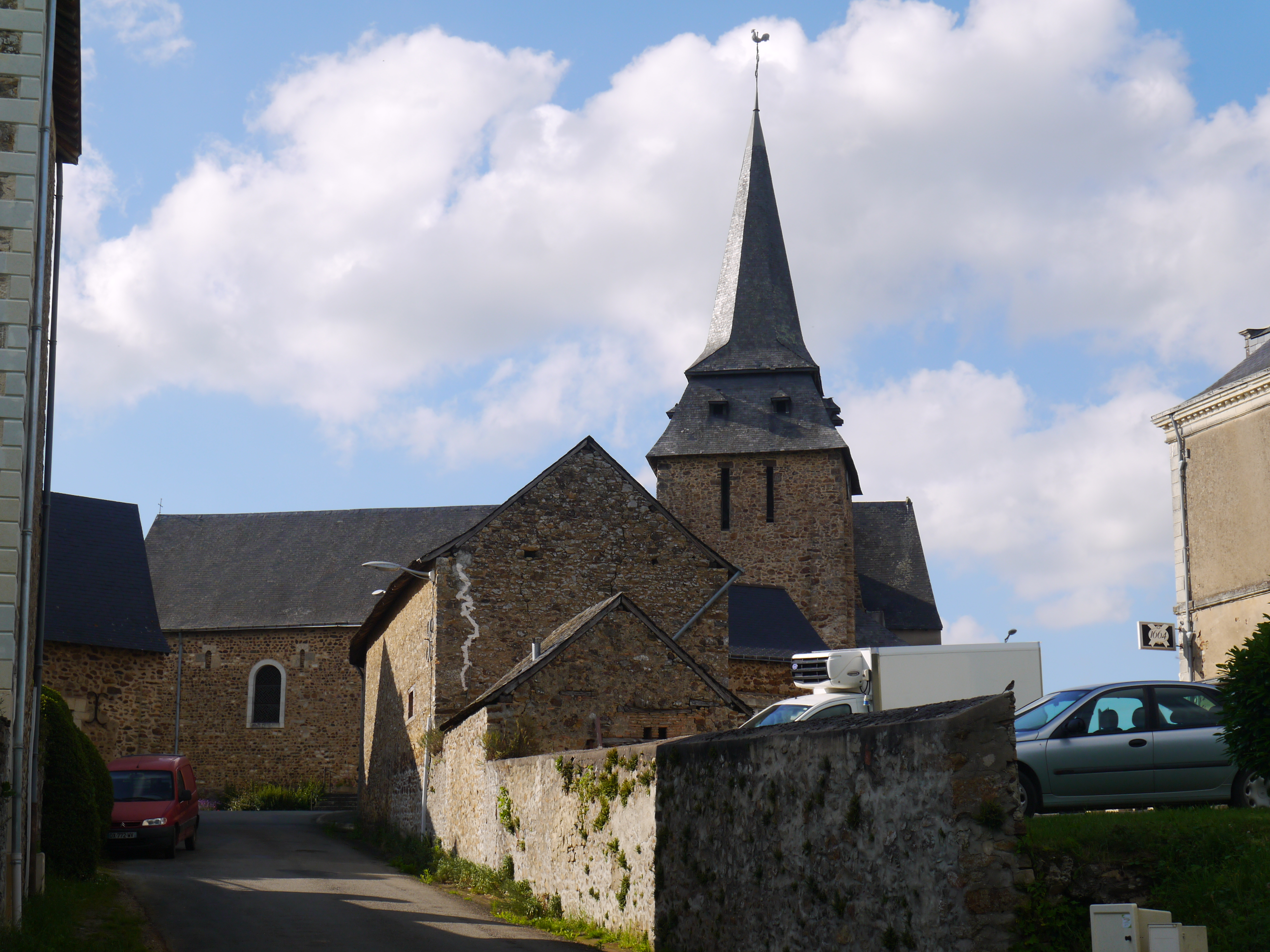
Kirche Saint-Gervais-et-Saint-Protais
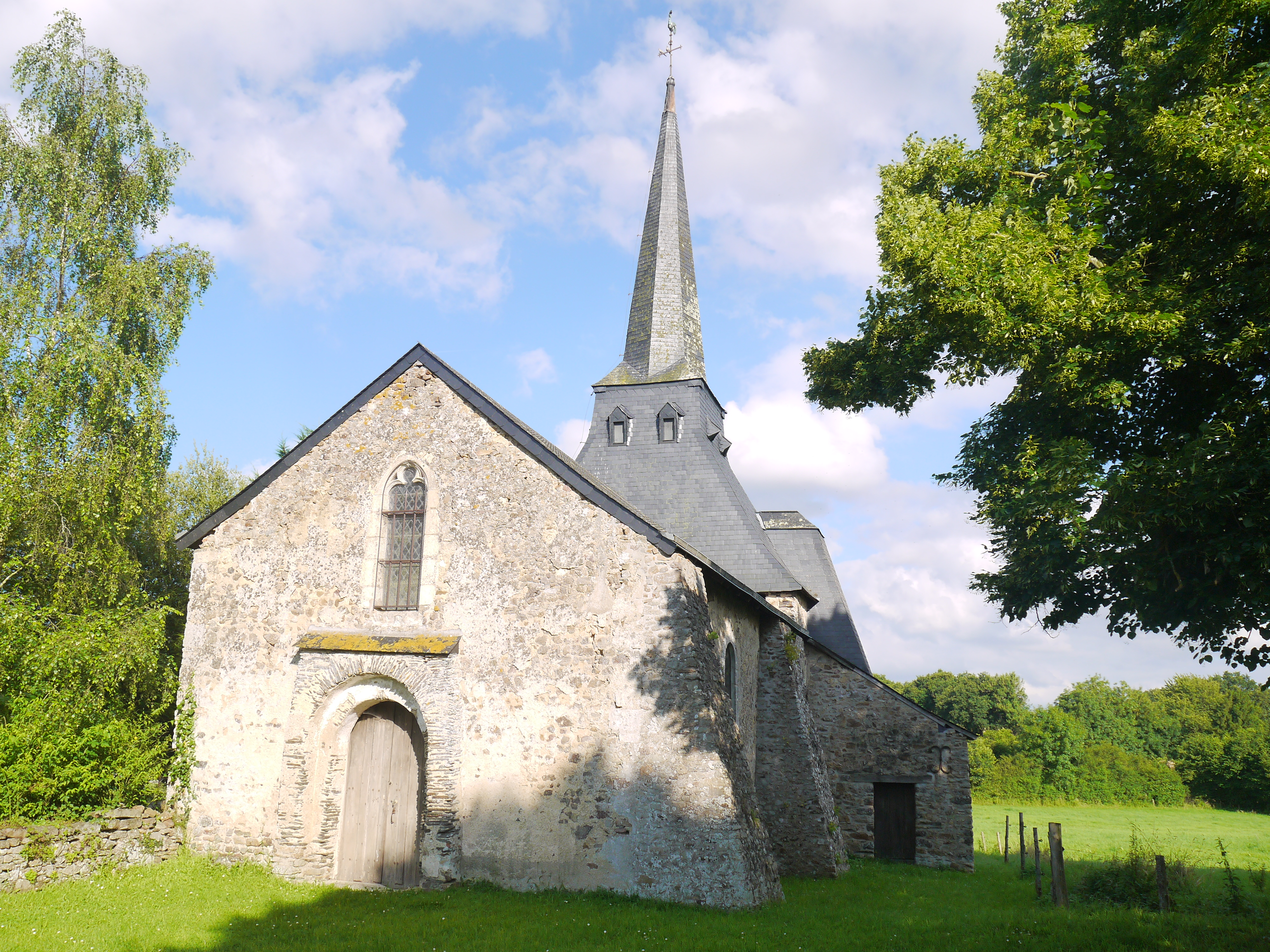
Kirche Notre-Dame-de-l'Assomption
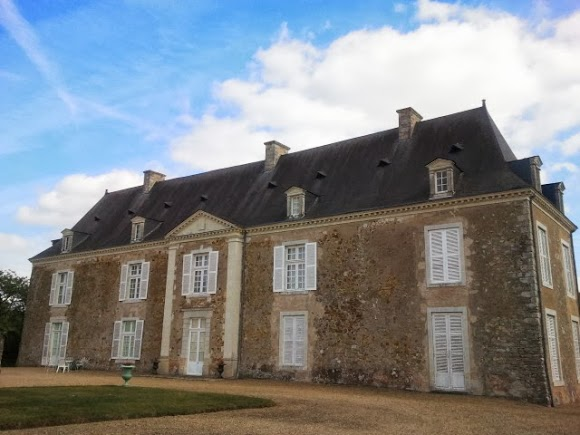
Schloss Le Puy
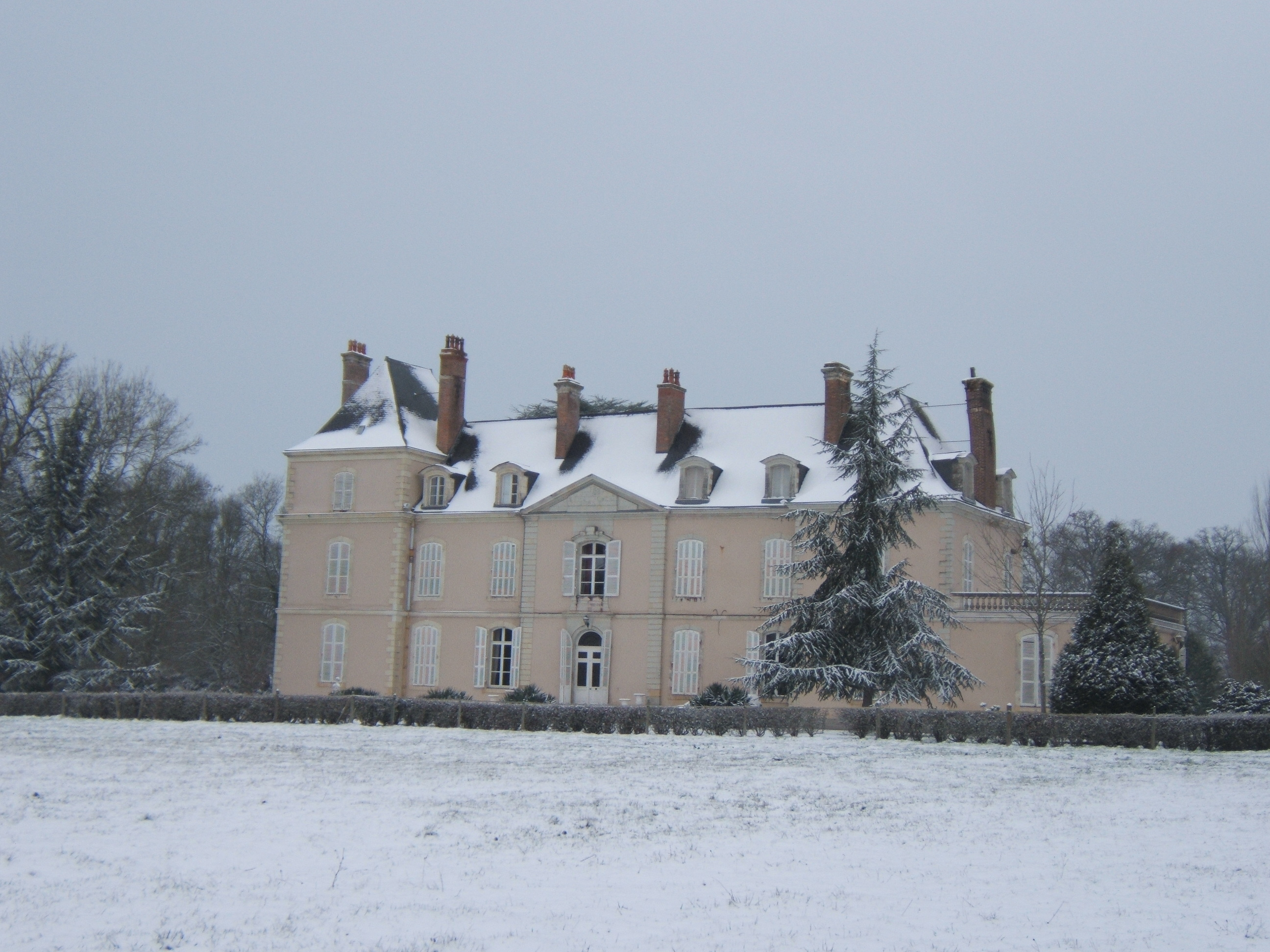
Schloss Mauvinet